# Artur Bernardes
Artur de Silva Bernardes (Viçosa, Minas Gerais; 8 d'agost de 1875 — Rio de Janeiro, 23 de març de 1955) va ser un polític brasiler, president de Brasil entre 15 de novembre de 1922 i 15 de novembre de 1926.
Després d'estudiar a la "Facultat Lliure de Dret" - actual Facultat de Dret de la Universitat Federal de Minas Gerais - va iniciar la seva carrera política com a regidor i president de la Càmera Municipal de Viçosa el 1906. Va ser també diputat federal (de 1909 a 1910 i de 1915 a 1917), i president de l'estat de Mines Gerais entre 1918 i 1922, a més d'ocupar la secretària de finances del mateix estat el 1910.
En els eleccions presidencials (1922), Bernardes va derrotar Nilo Peçanha. Durant la campanya electoral, Bernardes va haver d'enfrontar el rumorós cas dels "cartes falses" atribuïdes a ell i que denigraven l'ex president Hermes da Fonseca. El seu vicepresident va ser Estácio de Albuquerque Coimbra que va substituir Urbano Santos da Costa Araújo, vicepresident electe amb Bernardes, que va morir dia 7 de maig de 1922 abans de prendre possessió.
El descontentament amb la seva victòria i amb el govern del seu antecessor, Epitácio Perssoa, van ser algunes de les causes de l'anomenat Aixecament del Fort de Copacabana, primera acció del moviment tenentista. Com a conseqüència dels aixecaments tenentistes, que van matar a sang freda els companys de caserna que encara estaven dormint (altres dues esdevindrien els anys següents), Bernardes va haver de fer enfront de la columna Prestes, moviment guerriller comunista que va recórrer el país predicant la revolució i que mai va ser derrotat pel govern.